# Bravis
BRAVIS — торгова марка, що спеціалізується на виробництві аудіо-, відео-, цифрової техніки і аксесуарів до неї.
Філософія бренду BRAVIS — це переконання в тому, що техніка повинна мати необхідну функціональність, привабливий дизайн та мати помірну ціну.
Торгова марка BRAVIS належить торговельній мережі Фокстрот. Товари, як продаються під маркою BRAVIS, виробляються у КНР.
Розвиток власної торговельної марки BRAVIS для Фокстрот — це можливість повністю контролювати процес виробництва. Коли компанія підбирає партнерів, то у першу чергу цікавиться якістю продукції. Є заводи, з якими компанія працює вже 5-10 років. А є такі, з якими розпрощалися після перших нарікань з боку покупців та спеціалістів профільного управління.

## Продукція
- Телевізори
- Мобільні пристрої
- Аудіотехніка, відеотехніка
- Електротранспорт
- LED лампи